# Клейтон Фредерікс
Клейтон Фредерікс  (англ. Clayton Fredericks, 17 листопада 1967) — австралійський вершник, олімпійський медаліст. Чоловік австралійської вершниці англійського походження Люсінди Фредерікс.

## Виступи на Олімпіадах
| Олімпіада  | Дисципліна           | Місце |
| ---------- | -------------------- | ----- |
| Пекін 2008 | триборство, особисті | 7     |
| Пекін 2008 | триборство, командні | 2     |